# Gymnosoma par
Gymnosoma par là một loài ruồi trong họ Tachinidae.